# Ивано-Казанский сельсовет
Ивано-Казанский сельсовет — муниципальное образование в Иглинском районе Башкортостана.

## История
Согласно «Закону о границах, статусе и административных центрах муниципальных образований в Республике Башкортостан» имеет статус сельского поселения.

## Население
| 2002 | 2009 | 2010 | 2012 | 2013 | 2014 | 2015 |
| ---- | ---- | ---- | ---- | ---- | ---- | ---- |
| 732  | ↗807 | ↘766 | ↗769 | ↗785 | ↗803 | ↗809 |
| 2016 | 2017 | 2018 |      |      |      |      |
| ↗812 | ↘807 | ↗815 |      |      |      |      |

## Состав сельского поселения
| № | Населённый пункт | Тип населённого пункта       | Население |
| - | ---------------- | ---------------------------- | --------- |
| 1 | Ивано-Казанка    | село, административный центр | ↘421      |
| 2 | Родники          | деревня                      | ↘84       |
| 3 | Преображенская   | деревня                      | ↘80       |
| 4 | Поступалово      | деревня                      | ↘70       |
| 5 | Асканыш          | деревня                      | ↗46       |
| 6 | Слутка           | деревня                      | ↗45       |
| 7 | Братский         | деревня                      | ↗10       |
| 8 | Шеланы           | деревня                      | ↗10       |